# Kano (vaartuig)

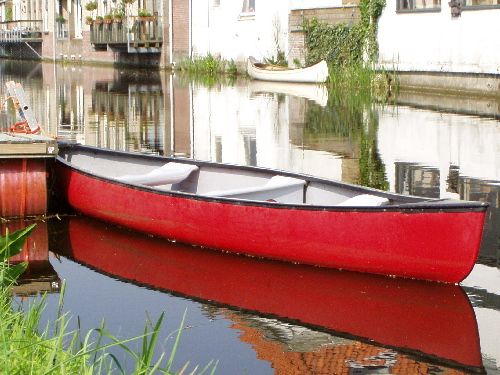
Toerkano

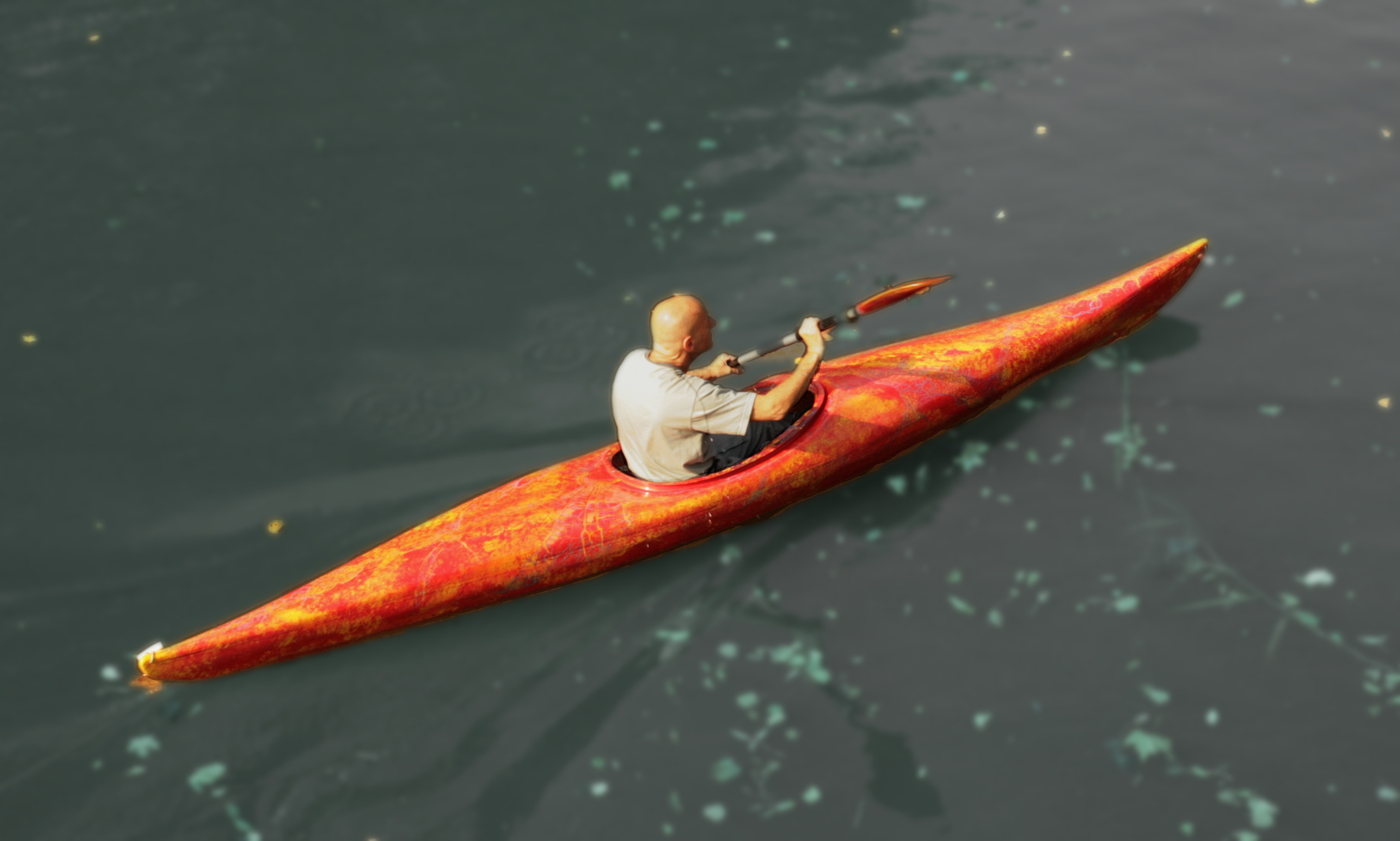
Toerkajak

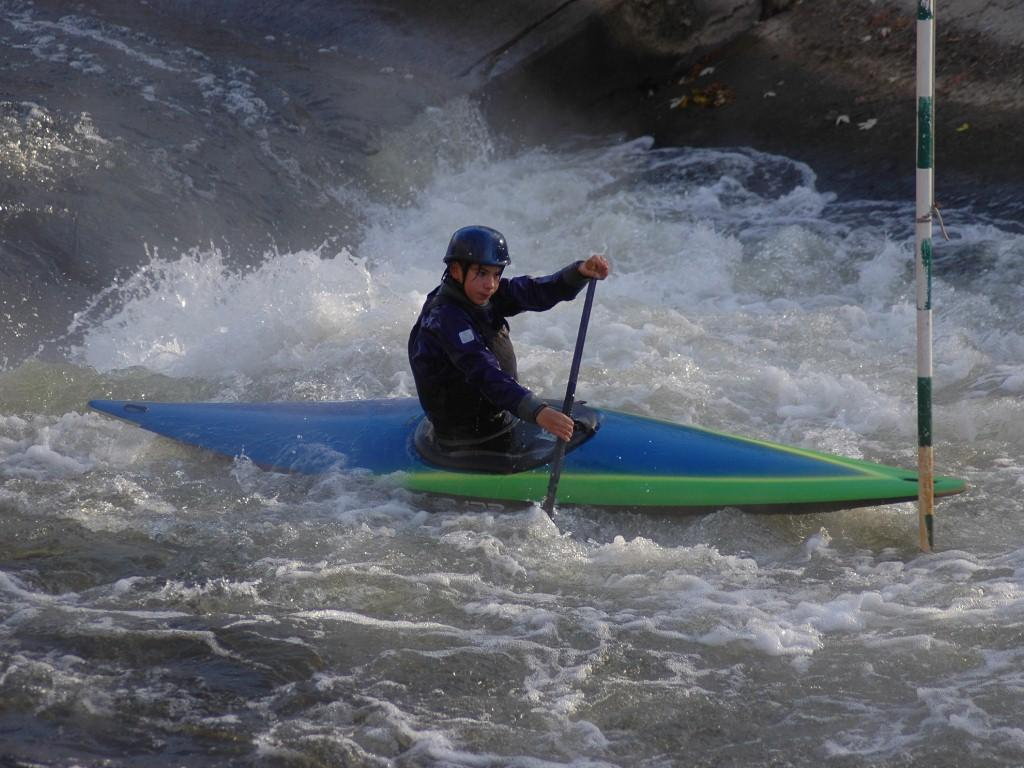
Gesloten wildwaterwedstrijdkano C1

Een kano is een boot die in principe met in de hand gehouden peddels met spierkracht voortbewogen wordt. Voortbeweging door zeilen, bomen of een motor komt echter ook voor. De term 'kano' komt van het Portugees/Spaanse woord 'canoa'. Aangenomen wordt dat dit woord via Columbus afkomstig is van de in de Caraïben gebruikte benaming voor boomstamkano's.
Tot de meest voorkomende kano's behoren tegenwoordig de toerkano die ook wel Canadese kano wordt genoemd en de toerkajak.
In sommige Europese landen, waaronder Nederland, wordt een kajak gezien als een soort kano. Kenmerkend aan de kajak is de van boven min of meer waterdichte constructie en dat dit vaartuig bedoeld is om met een dubbelbladige peddel te worden gevaren waarbij de vaarder met de benen en gezicht naar voren zit.
Gesloten kano's bedoeld om te worden voortbewogen door een enkelbladige peddel komen voornamelijk voor bij de wildwatersport en worden in principe niet als een kajak gezien. Gesloten toerkano's komen in die zin amper voor.
Een roeiboot wordt niet als een kano beschouwd, omdat die wordt voortgestuwd door roeiriemen waarbij de boot het draaipunt levert en de vaarder in de regel met de rug naar voren zit. Een kano is een vaartuig bedoeld om door een volledig in de hand gehouden peddel te worden gevaren waarbij de vaarder met het gezicht naar voren zit.

## Geschiedenis
De kano wordt al heel lang en op diverse plekken in de wereld gebruikt. C14-datering heeft aangetoond dat de kano van Pesse, voor zover bekend de oudste boot ter wereld, uit de periode tussen 8200 en 7600 v.Chr. stamt. De Hjortspringboot was een grote oorlogskano uit circa 350 v.Chr. In 2021 werd een bijna intacte kano gevonden in een cenote in Yukatán, deze wordt toegeschreven aan de Maya's.

## Ontwikkeling

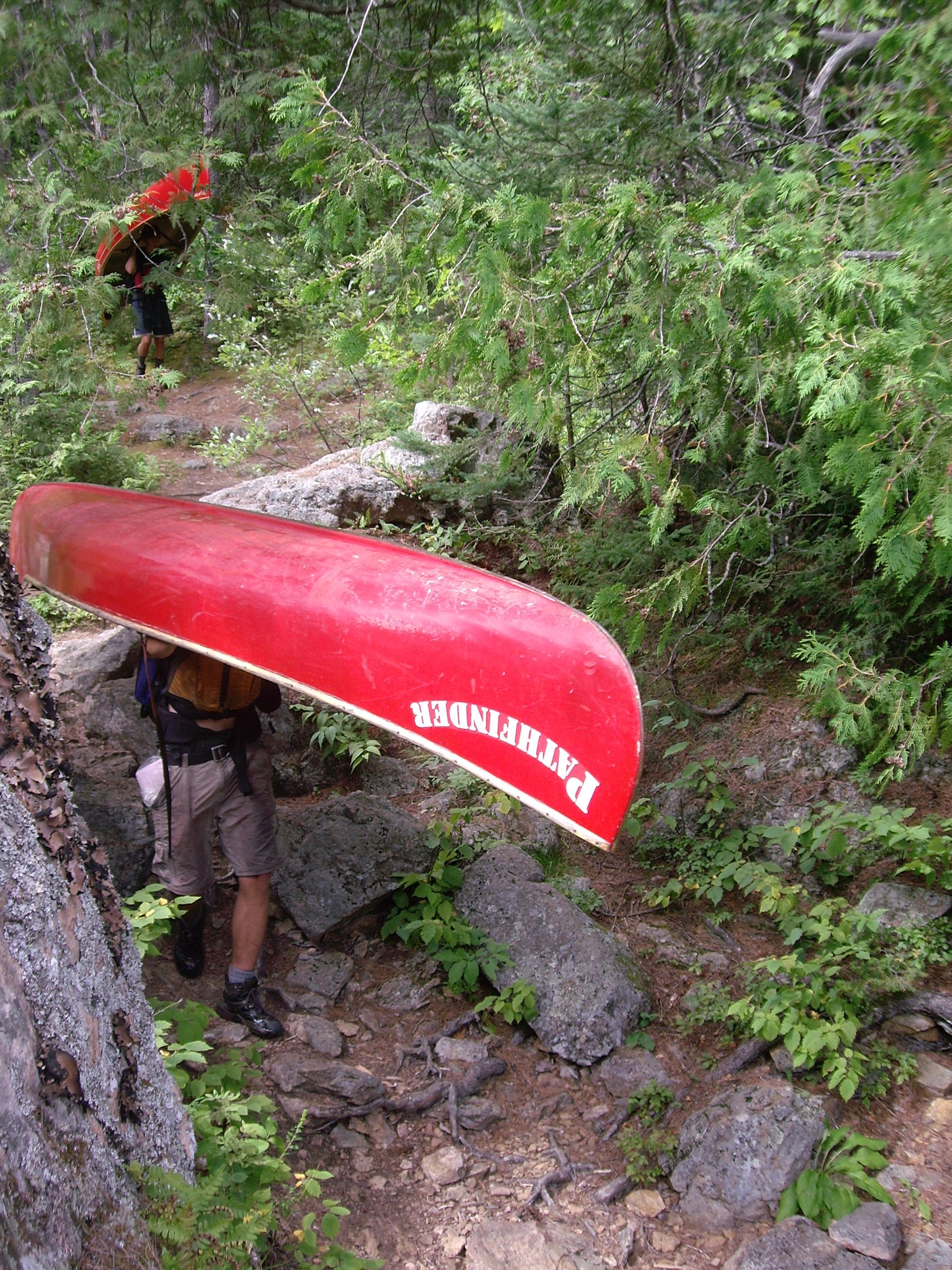
Overdraging van toerkano

De huidige kano's voor sport en recreatie zijn ontwikkeld vanuit de kano's die oorspronkelijk in Noord-Amerika vervaardigd werden van berkenbast, of in het geval van de kajak een houten frame bespannen met dierenhuiden. Kenmerkend voor de berkenbastkano was het relatief lage gewicht waardoor deze kano goed over land te vervoeren was.
Tegenwoordig zijn kano's meestal vervaardigd uit kunststof zoals glasvezel/polyester, Kevlar en/of Carbon/vinylester, Royalex, Polyethyleen of aluminium. Er zijn ook opvouwbare kano's, die bestaan uit een aluminium of houten geraamte dat overspannen is met kunststof (meestal pvc), en diverse opblaasbare kano's.

## Gebruik
Heden ten dage wordt kanovaren vooral beoefend als sport en recreatie in diverse disciplines, zoals:
- Vlakwater Sprint (een Olympische sport)
- Vlakwater Marathon
- Wildwater Kanoslalom (een Olympische sport)
- Wildwater Afvaart
- Wildwater Freestyle: sier- en stuntvaren op wildwater; wedstrijdvorm van wat playboating (of rodeo) wordt genoemd
- Vlakwater FreeStyle en Canadian Style: siervaren op vlakwater met open kano's
- Kanopolo
- Wildwatervaren
- Brandingvaren
- Toervaren: van puur recreatieve tochtjes op vlakwater tot zware tochten door wildernisgebieden of over groot water
  - Zeekajakvaren

## Wedstrijdsportaanduidingen

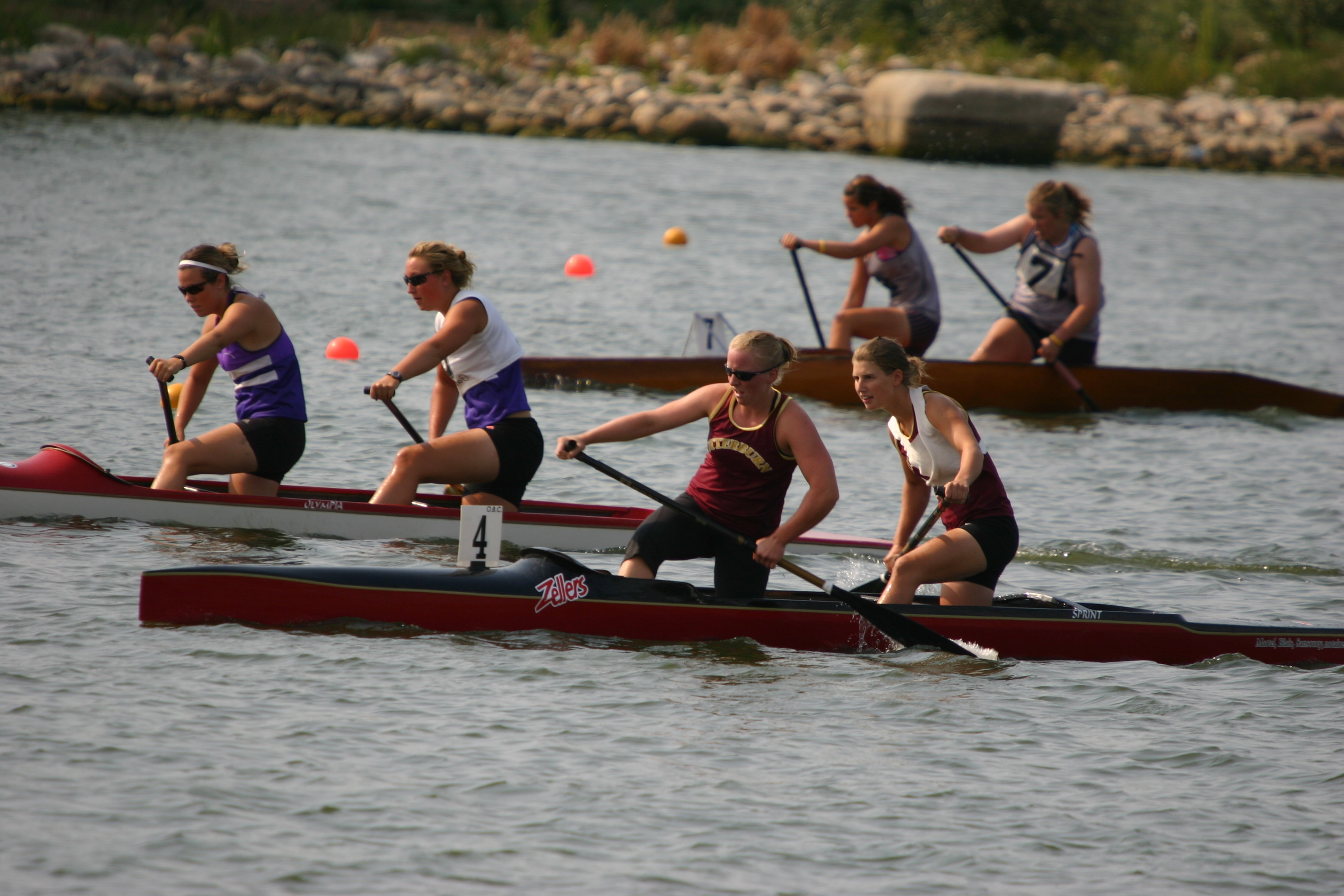
Vlakwaterwedstrijdkano C2

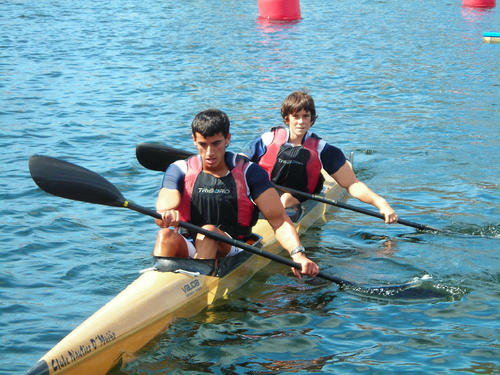
Vlakwaterwedstrijdkajak K2

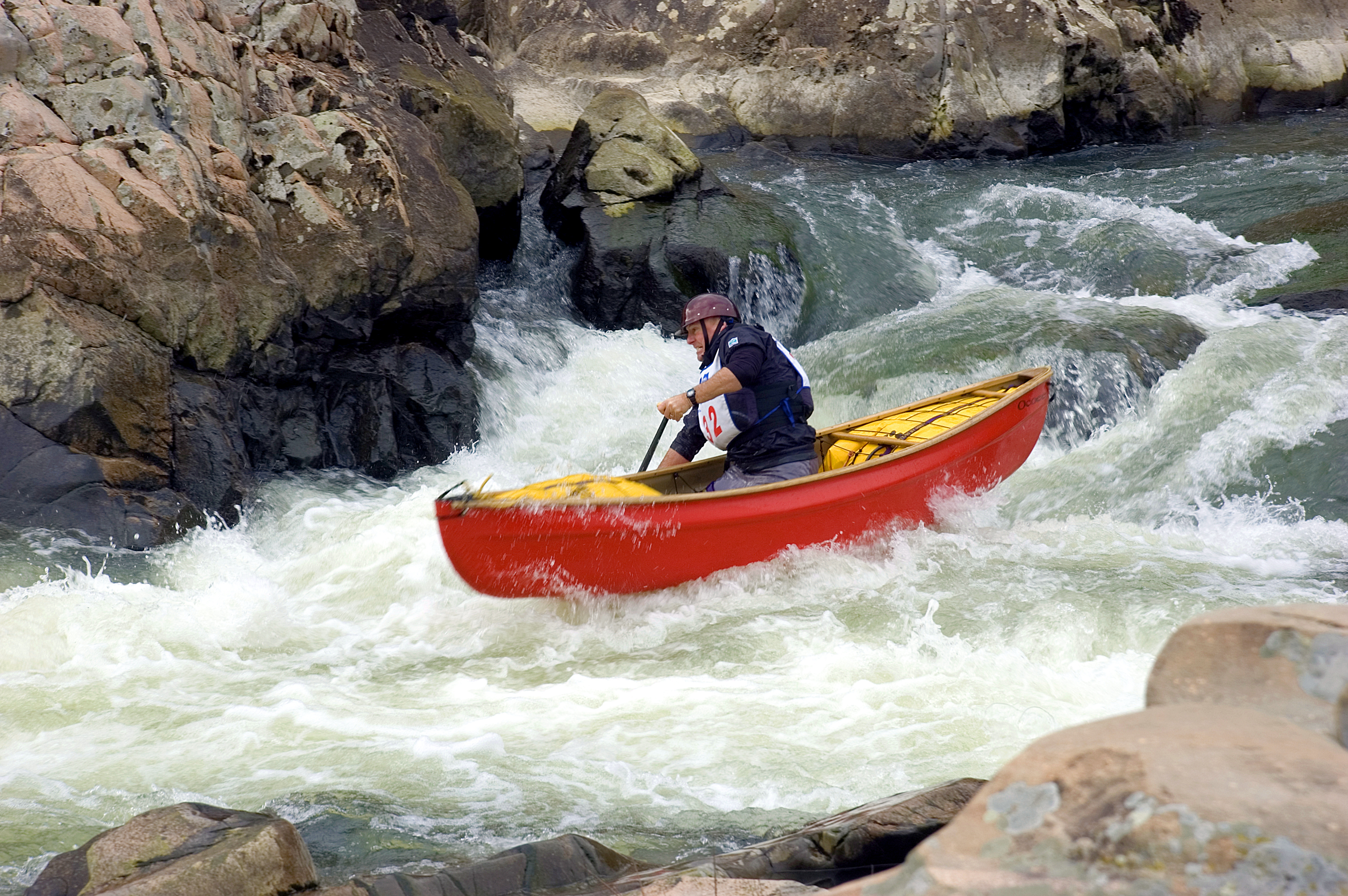
Open wildwaterkano OC1

In de wedstrijdsport wordt een kano aangeduid met de 'C' van het Engelse 'canoe', met daarbij een nummer voor het aantal personen dat geacht wordt het vaartuig voort te bewegen. Bij de Vlakwaterwedstrijdsport zijn daarbij 3 klassen te onderscheiden: C-1 staat dan voor solokano, C-2 voor tandemkano en C-4 voor een vierpersoonskano.
Voor kajaks gebruikt men in de wedstrijdsport de aanduiding 'K', met daarbij een nummer voor het aantal personen dat geacht wordt het vaartuig voort te bewegen. Bij de Vlakwaterwedstrijdsport zijn er 3 klassen te onderscheiden: K-1 staat voor een eenpersoonskajak, K-2 voor tweepersoonskajak en de K-4 voor een vierpersoonskajak.
Bij de Wildwaterwedstrijdsport kent men alleen K-1 en C-1 en C-2 voor de gesloten kano's, respectievelijk OC-1 en OC-2 voor de open wildwaterkano's. Een C1 is bij Wildwater dus een gesloten kano en bij Vlakwater een open kano.

## Onderdelen van een tandem toerkano

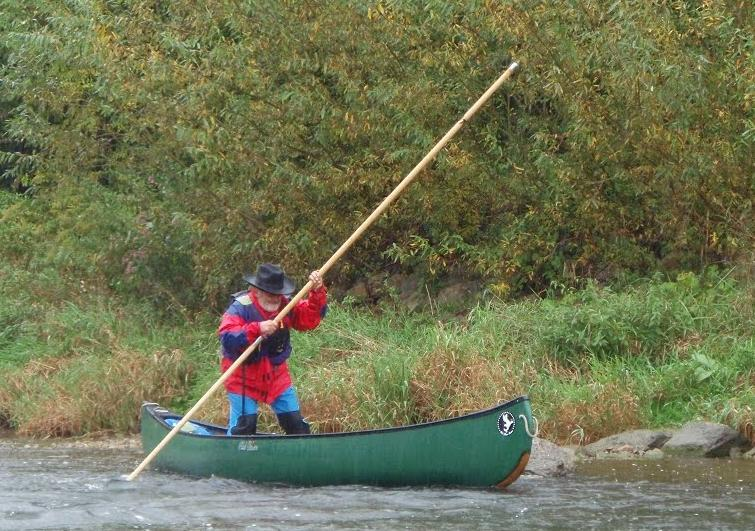
Bomen met een kano

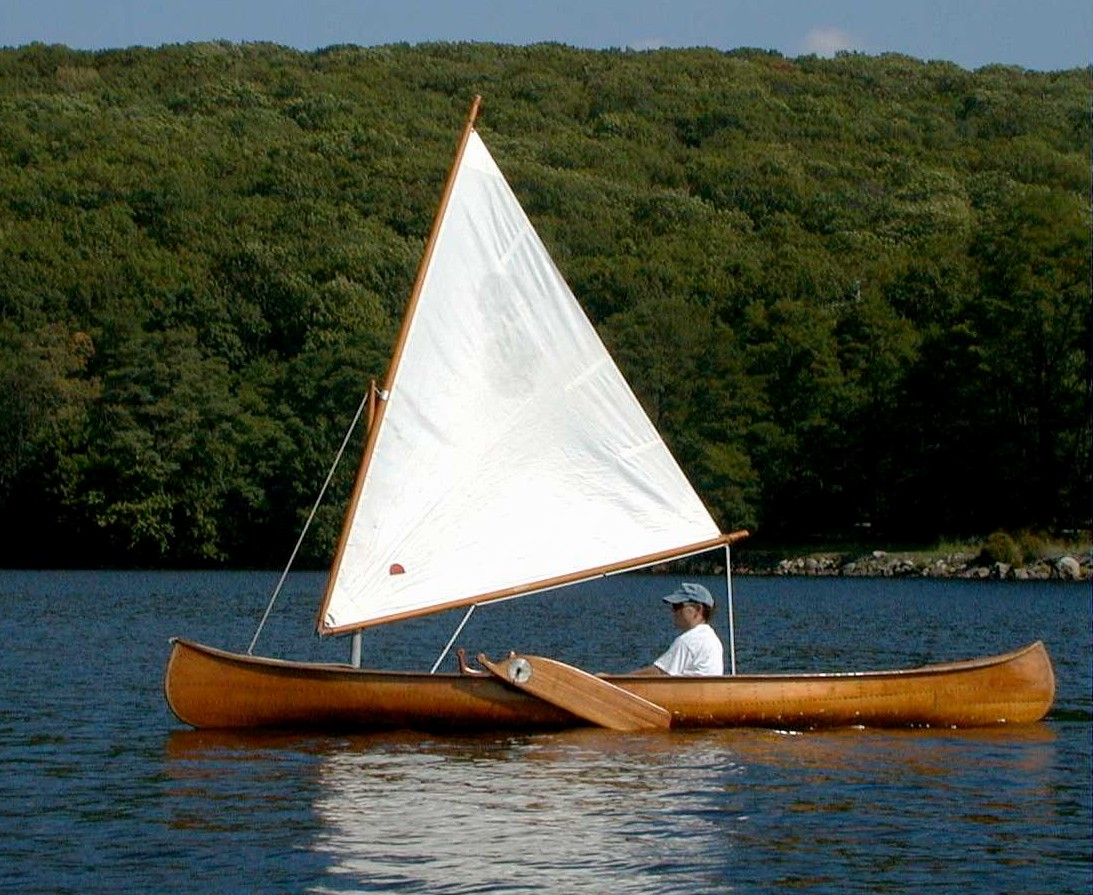
Kano met zeiluitrusting

1. Boeg
2. Hek
3. Romp
4. Zitje (doft)
5. Dwarsstang
6. Boordlijst
7. Dek
8. Juk